# 기시 가즈미
기시 가즈미(일본어: 岸 一美, 1975년 11월 25일 ~ )는 일본의 은퇴한 여자 축구 선수이다.

## 국가대표팀 경력
그녀는 1998년 5월 21일 미국과의 경기에서 일본 국가대표팀에 데뷔했다. 1998년 아시안 게임 동메달 획득에 기여. 그녀는 2001년까지 국제 A매치 9경기에 출전하여 2득점을 넣었다.

## 통계
| 일본 | 일본 | 일본 |
| 연도 | 출전 | 득점 |
| ---- | ---- | ---- |
| 1998 | 5    | 2    |
| 1999 | 1    | 0    |
| 2000 | 0    | 0    |
| 2001 | 3    | 0    |
| 통산 | 9    | 2    |